# Eremoryzomys polius
Genre
Espèce
Synonymes
- Oryzomys polius Osgood, 1913[1]

Statut de conservation UICN

 DD  : Données insuffisantes

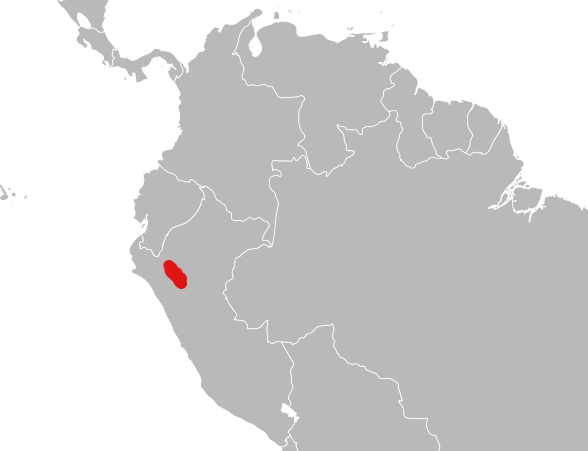
Distribution géographique de l'espèce

Eremoryzomys polius, unique représentant du genre Eremoryzomys, est une espèce de rongeurs de la tribu des Oryzomyini, au sein de la famille des Cricetidae.

## Systématique
Découverte en 1912, cette espèce est décrite pour la première fois en 1913 par Wilfred Hudson Osgood sous le protonyme d’Oryzomys polius. En 2006, une analyse cladistique prouve qu'il est assez éloigné phylogénétiquement des autres espèces d’Oryzomys. Il est donc placé dans son propre genre, Eremoryzomys. Le genre brésilien Drymoreomys, nommé en 2011, est le plus proche parent d’Eremoryzomys. 

## Répartition
Eremoryzomys a une aire de distribution limitée dans la vallée supérieure sèche du río Marañón au centre du Pérou mais pourrait contenir d'autres espèces.

## Description
C'est un grand rat à la longue queue, qui mesure de 138 à 164 mm sans la queue. Eremoryzomys polius a un pelage gris et de petites oreilles. Il a des touffes de poils bien développées entre les orteils. Les femelles ont huit mamelles. Le rostre est long et robuste et la boîte crânienne est arrondie. Le palais osseux est relativement court. L'UICN a classé l'espèce comme bénéficiant données insuffisantes car elle est peu connue, mais elle pourrait souffrir de la destruction de son habitat.

## Publication originale
- Genre Eremoryzomys :
  - (en) Marcelo Weksler, Alexandre Reis Percequillo et Robert S. Voss, « Ten New Genera of Oryzomyine Rodents (Cricetidae: Sigmodontinae) », American Museum Novitates, New York, Musée américain d'histoire naturelle, vol. 3537, no 1,‎ 2006, p. 1 (ISSN 0003-0082 et 1937-352X, OCLC 47720325, DOI 10.1206/0003-0082(2006)3537[1:TNGOOR]2.0.CO;2, lire en ligne).
- Espèce Eremoryzomys polius, sous le taxon Oryzomys polius :
  - (en) Wilfred H. Osgood, « New Peruvian mammals », Publications of the Field Museum of Natural History, Zoological series, Chicago, Inconnu, vol. 10, no 9,‎ 1913, p. 93-100 (ISSN 0895-0237, OCLC 1223201, DOI 10.5962/BHL.TITLE.5574, lire en ligne).